# Роберт Корен
Роберт Корен (словен. Robert Koren, 20 серпня 1980, Любляна) — словенський футболіст, півзахисник збірної Словенії та англійського «Галл Сіті». Автор першого голу збірної Словенії на Чемпіонаті світу в ПАР 2010 року.

## Біографія

### Клубна кар'єра
Професійну кар'єру розпочав у клубі «Дравоград», за який виступав протягом шести сезонів. У 2001 році клуб вилетів у другу лігу і Корен перейшов до «Цельє». За новий клуб гравець виступав до 2004 року, і забив 22 м'ячі в 78 матчах. Наступним клубом для словенського гравця став норвезький «Ліллестрьом», за який він виступав протягом трьох сезонів. У 2007 році Корен підписав контракт з англійським «Вест Бромвіч Альбіон», де виступав до кінця цього сезону. Клуб ухвалив рішення не продовжувати контракт з футболістом, тому Корен став вільним агентом. 

### Кар'єра у збірній
У національній збірній дебютував 2 квітня 2003 року в домашньому матчі проти збірної Кіпру, в кваліфікації до Євро-2004, що завершився перемогою словенців з рахунком 4:1.

## Ігрові дані
Мозок команди, через нього проходять практично всі атаки. Чудово вміє тримати м'яч, здорово виконує стандарти, володіє класним пасом, здатним відрізати всю оборону суперника. Слабкі місця — недостатня фізична готовність і погана гра у відборі. Не в змозі відіграти всі 90 хвилин у високому темпі.